# Othius brevipennis
Othius brevipennis – gatunek chrząszcza z rodziny kusakowatych i podrodziny kusaków. Zamieszkuje góry Europy.

## Taksonomia
Gatunek ten opisany został po raz pierwszy w 1857 roku przez Ernsta Gustava Kraatza. Jako miejsce typowe wskazano Austrię.

## Morfologia
Chrząszcz o wydłużonym ciele długości od 4,5 do 5 mm. Głowa jest niewiele dłuższa niż szersza, wyraźnie rozszerzona za oczami, pokryta delikatną, siateczkowatą mikrorzeźbą, połyskująco  brunatnoczarna z żółtobrunatnymi głaszczkami i czułkami. Silne, zakrzywione żuwaczki mają bruzdę na krawędzi zewnętrznej. Warga górna ma na przedniej krawędzi głębokie, szczelinowate wcięcie. Czułki mają człon trzeci co najwyżej nieco dłuższy niż poprzedni. Barwa przedplecza jest żółtobrunatna. Na jego powierzchni widoczna jest wyraźna, delikatna, siateczkowata mikrorzeźba. Pokrywy są nie dłuższe od głowy, pokryte rozproszonymi punktami, ubarwione brunatnie z żółtym odcieniem. Skrzydła tylnej pary są uwstecznione, szczątkowo wykształcone. Odnóża są żółtobrunatnie ubarwione. Przednia ich para ma stopy o rozszerzonych członach, u samców mocniej niż u samic. Odwłok nie ma obwódki błoniastej na tylnym brzegu piątego tergitu. Kolor odwłoka jest brunatny z żółtawo rozjaśnionymi tylnymi krawędziami tergitów.

## Ekologia i występowanie
Owad górski, zasiedlający głównie piętra subalpejskie i alpejskie. Bytuje w ściółce pod opadłym listowiem, wśród mchów i korzeni traw oraz pod kamieniami.
Gatunek palearktyczny, europejski, znany z Niemiec, Szwajcarii, Austrii, Włoch, Polski, Czech, Słowacji, Węgier, Słowenii, Chorwacji oraz Bośni i Hercegowiny. W Polsce jest notowany bardzo rzadko; stwierdzony został w Tatrach, Beskidzie Sądeckim i Bieszczadach.